# Estadio Pepe Gonçalvez
El estadio Pepe Gonçalvez es un campo de fútbol de césped artificial que está situado en el barrio de Escaleritas, en Las Palmas de Gran Canaria, España. Fue inaugurado en el año 1938 (aunque posteriormente fue reformado) y actualmente tiene una capacidad de 3000 espectadores siendo su propietario el Ayuntamiento de Las Palmas de Gran Canaria. Debe su nombre al jugador canario José Gonçalvez García, más conocido como Pepe Gonçalvez, fundador del Real Club Victoria.
En este estadio disputó sus partidos el Universidad de Las Palmas de Gran Canaria Club de Fútbol, conjunto canario que militó en la Segunda División B del fútbol español y llegó a lograr el ascenso a Segunda División A.
Actualmente disputan sus encuentros, los equipos CF Unión Viera, AD Huracán y Inter-Canarias CF pertenecientes al fútbol base grancanario. Este campo de fútbol tiene una gran tradición en Las Palmas de Gran Canaria y en la isla de Gran Canaria, ya que varias generaciones de futbolistas han curtido sus botas en su terreno, antiguamente de tierra, que era la superficie más usual en el pasado futbolístico isleño.
El estadio estuvo temporalmente clausurado e inhabilitado para su uso en ninguna competición oficial en 2014 debido a un socavón en el terreno de juego.